# Saison 1 d'Ugly Betty
Chronologie
Saison 2
Cet article présente la liste des épisodes de la première saison du feuilleton télévisé Ugly Betty.

## Distribution

### Acteurs principaux
- America Ferrera (V. F. : Marie Giraudon) : Betty Suarez
- Eric Mabius (V. F. : Anatole de Bodinat) : Daniel Meade
- Vanessa L. Williams (V. F. : Isabelle Leprince) : Wilhelmina Slater
- Becki Newton (V. F. : Agnès Manoury) : Amanda Tanen
- Judith Light (V. F. : Monique Thierry) : Claire Meade
- Ana Ortiz (V. F. : Véronique Alycia) : Hilda Suarez
- Tony Plana (V. F. : François Dunoyer) : Ignacio Suarez
- Michael Urie (V. F. : Damien Witecka) : Marc St James
- Mark Indelicato (V. F. : Victor Naudet) : Justin Suarez
- Alan Dale (V. F. : Michel Derville) : Bradford Meade
- Ashley Jensen (V. F. : Blanche Ravalec) : Christina McKinney
- Kevin Sussman (V. F. : Gérard Malabat): Walter
- Rebecca Romijn (V. F. : Chantal Baroin) : Alexis Meade (à partir de l'épisode 13)

### Acteurs récurrents
Des acteurs invités se joignent à la distribution de chaque épisode, de manière plus ou moins récurrente.

## Épisodes

### Épisode 1:Mode d'emploi
- États-Unis /  Canada : 28 septembre 2006 sur ABC / Citytv
- Belgique : 3 juin 2007 sur RTL TVI
- Suisse : 28 octobre 2007 sur TSR 1
- France : 7 janvier 2008 sur TF1
- Québec : 7 avril 2008 sur Radio-Canada

- États-Unis : 16,32 millions de téléspectateurs

- Cicily Daniels (Zelda)
- Kevin Sussman (Walter)
- Stelio Savante (Steve)
- William Abadie (Phillippe Michel)
- Lupita Ferrer (Riche Latina)
- Abigail Forman (Charmaine)
- Ava Gaudet (Gina Gambarro)
- Elizabeth Payne (La femme masquée)
- Christine Jones (Fey Sommers)
- Scott Porter (Guy)
- Kristen Schaal (Nancy)
- Eric Jordan Young (Neal Delongpre)
- Gina Gershon (Fabia)
- Salma Hayek (Actrice dans la telenovela)
- David Jenkins (HR Guy)
- Fumi Desalu (Mannequin)
- Jill Latiano (Blonde)

### Épisode 2:Avec les formes
- États-Unis : 5 octobre 2006 sur ABC
- Belgique : 10 juin 2007 sur RTL TVI
- Suisse : 28 octobre 2007 sur TSR1
- France : 7 janvier 2008 sur TF1
- Québec : 14 avril 2008 sur Radio-Canada

- États-Unis : 14,26 millions de téléspectateurs

### Épisode 3:La reine du Queens
- États-Unis : 12 octobre 2006 sur ABC
- Belgique : 17 juin 2007 sur RTL TVI
- Suisse : 11 novembre 2007 sur TSR1
- France : 14 janvier 2008 sur TF1
- Québec : 21 avril 2008 sur Radio-Canada

- États-Unis : 13,95 millions de téléspectateurs

### Épisode 4:Goûts de luxe
- États-Unis : 4 janvier 2007 sur ABC

- États-Unis : 11,65 millions de téléspectateurs

### Épisode 5:Noël en octobre
- États-Unis : 19 octobre 2006 sur ABC
- Belgique : 24 juin 2007 sur RTL TVI
- Suisse : 18 novembre 2007 sur TSR1
- France : 21 janvier 2008 sur TF1
- Québec : 28 avril 2008 sur Radio-Canada

- États-Unis : 13,17 millions de téléspectateurs

### Épisode 6:Papillonnages!
- États-Unis : 26 octobre 2006 sur ABC
- Belgique : 8 juillet 2007 sur RTL TVI
- Suisse : 25 novembre 2007 sur TSR1
- France : 21 janvier 2008 sur TF1
- Québec : 5 mai 2008 sur Radio-Canada

- États-Unis : 13,14 millions de téléspectateurs

### Épisode 7:Petits désordres en famille
- États-Unis : 2 novembre 2006 sur ABC

- États-Unis : 13,62 millions de téléspectateurs

### Épisode 8:Week-end de rêve
- États-Unis : 9 novembre 2006 sur ABC

- États-Unis : 12,81 millions de téléspectateurs

### Épisode 9:Quatre Thanksgiving et un enterrement
- États-Unis : 16 novembre 2006 sur ABC

- États-Unis : 12,95 millions de téléspectateurs

### Épisode 10:Recherche patron désespérément
- États-Unis : 23 novembre 2006 sur ABC

- États-Unis : 8,74 millions de téléspectateurs

### Épisode 11:Mains moites et sueur froide
- États-Unis : 30 novembre 2006 sur ABC

- États-Unis : 13,02 millions de téléspectateurs

### Épisode 12:60 jours pour réussir
- États-Unis : 11 janvier 2007 sur ABC

- États-Unis : 13,49 millions de téléspectateurs

### Épisode 13:In ou out
- États-Unis : 18 janvier 2007 sur ABC

- États-Unis : 14,1 millions de téléspectateurs

### Épisode 14:La star de la famille
- États-Unis : 1er février 2007 sur ABC

- États-Unis : 14 millions de téléspectateurs

### Épisode 15:Entre frères et sœurs
- États-Unis : 8 février 2007 sur ABC

- États-Unis : 14,27 millions de téléspectateurs

### Épisode 16:Amies amies?
- États-Unis : 15 février 2007 sur ABC

- États-Unis : 13,66 millions de téléspectateurs

### Épisode 17:La cerise sur le gâteau
- États-Unis : 15 mars 2007 sur ABC

- États-Unis : 10,8 millions de téléspectateurs

### Épisode 18:Mensonges et cachotteries
- États-Unis : 22 mars 2007 sur ABC

- États-Unis : 10,41 millions de téléspectateurs

### Épisode 19:Confessions intimes
- États-Unis : 19 avril 2007 sur ABC

- États-Unis : 9,46 millions de téléspectateurs

### Épisode 20:Scandale à la une
- États-Unis : 26 avril 2007 sur ABC

- États-Unis : 9,62 millions de téléspectateurs

### Épisode 21:Secrétaires à l'honneur
- États-Unis : 3 mai 2007 sur ABC

- États-Unis : 10,68 millions de téléspectateurs

### Épisode 22:Retour au Mexique
- États-Unis : 10 mai 2007 sur ABC

- États-Unis : 9,63 millions de téléspectateurs

### Épisode 23:East Side Story
- États-Unis : 17 mai 2007 sur ABC

- États-Unis : 10,5 millions de téléspectateurs